# Hypselodoris bullockii
Hypselodoris bullocki – gatunek drapieżnego, morskiego ślimaka opisany w 1881 r. przez Cuthberta Collingwooda pod nazwą Chromodoris bullockii, w 1995 przeniesiony do rodzaju Hypselodoris. Występowanie tego gatunku odnotowano w północnej części Oceanu Spokojnego oraz we wschodnich wodach Oceanu Indyjskiego. Osiąga do 4 cm długości. Żywi się m.in. koralowcami.
Mięczaki z rodzaju Hypselodoris przybierają różnorodne odcienie, spotyka się osobniki od koloru słomkowego, poprzez całkowicie białe, aż do mocno jaskrawych różowo-purpurowych. Otwory skrzelowe i nasady czułków są żółte, pomarańczowe lub czerwone.
Niepublikowane badania anatomiczne wskazują, że gatunek ten prawdopodobnie powinien być umieszczony w rodzaju Risbecia. 
Hypselodoris bullocki jest ślimakiem spotykanym w akwariach, jednak ze względu na preferencje pokarmowe nie jest polecany niedoświadczonym akwarystom.